# Палата шахматной доски
Палата шахматной доски (англ. Exchequer) — высший орган финансового управления в средневековой Англии, во владениях Плантагенетов во Франции, а также в Шотландии, один из первых специализированных финансовых органов в европейской истории. Название произошло от способа подсчёта и проверки денежных поступлений от финансовых чиновников на местах с использованием клетчатого сукна, напоминавшего доску для игры в шахматы. На ранних этапах развития этого органа он сочетал финансовые, административные и судебные функции. Позднее Палата шахматной доски трансформировалась в высший контрольно-ревизионный орган по фискальным вопросам, а её судебные функции перешли в отдельное учреждение — Суд казначейства (входил в состав так называемых Вестминстерских судов). Значение этих органов падало по мере упрощения и унификации финансовых систем Англии и Шотландии и расширения компетенции Казначейства, а в начале XIX века они были ликвидированы.

## Происхождение
Первое упоминание о Палате шахматной доски содержится в одном из посланий английского короля Генриха I «баронам шахматной доски» (лат. baronibus de scaccario), датированном 1110 годом. Способ расчётов с использованием клетчатой ткани к этому времени был уже достаточно известен во Франции. Подобная разметка представляла собой простейшие счёты, которые позволяли устранить главную проблему арифметических вычислений на основе римских цифр — отсутствие знака нуля. Каждый столбец клеток представлял собой десятичный разряд, в клетки помещался счётные жетоны, соответствующие суммам, подлежащим сложению или вычитанию. Путём перемещения жетонов по столбцам производились арифметические вычисления: их отсутствие в клетке означало отсутствие цифры для подсчёта. По всей видимости, подобный способ исчисления проник в Англию в период непосредственно после нормандского завоевания из Лана, либо, что более вероятно, из Лотарингии. Существование учреждения, подобного Палате шахматной доски, в Нормандии до вторжения Вильгельма Завоевателя в Англию, однозначно не доказано. Внедрение подобного способа расчётов в фискальную систему английского королевства связано с именем Роджера, епископа Сольсберийского, доминировавшего в королевской администрации в правление Генриха I Боклерка. Результаты подсчётов доходов короля с использованием клетчатой ткани, натянутой поверх стола, стали записываться в особые пергаментные свитки, получивших название «казначейских свитков» (англ. pipe rolls). Первый дошедший до нас казначейский свиток относится к 1130 году, а начиная с 1156 года сохранились свитки по каждому финансовому году английского королевства.

## Палата шахматной доски в Англии
Первоначально функции подсчёта и контроля доходов государственной казны в Англии концентрировались в королевской курии. Два раза в год, на пасху и на Михайлов день, ко двору короля собирались шерифы графств, бальи и другие чиновники местной администрации, которые представляли данные о собранных финансовых поступлениях и произведённых расходах. Эти данные подсчитывались служащими королевской курии на столе, величиной 10 на 5 футов, покрытом чёрной клетчатой тканью. Расчёты сверялись с суммами, фактически поступившими в королевское казначейство. Поступившие монеты сплавлялись, по древней англосаксонской традиции, и взвешивались для определения реальной суммы дохода. В осуществлении контроля участвовали высшие должностные лица придворной администрации, в том числе лорд-канцлер, лорд-казначей, маршал и констебль, а также другие «бароны казначейства». Одновременно производилось расследование и вынесение судебных приговоров по различным финансовым спорам на местах. Порядок функционирования фискальной администрации в XII века известен по трактату «Диалог о Палате шахматной доски», написанному казначеем короля Генриха II Ричардом Фитц-Нигелем.
К середине XII века можно говорить о выделении счётно-ревизионной функции королевской курии в отдельное финансовое учреждение — Палату шахматной доски, обосновавшуюся в Вестминстере. Она вошла в систему высших финансовых органов Англии, наряду с Казначейством, которое занималось сбором и хранением денежных средств государства, Дворцовой палатой (англ. Chamber) и, позднее, Королевским гардеробом (англ. Wardrobe), где содержалась личная казна короля и его драгоценности. Одновременно обособлялись фискальные и судебные функции Палаты шахматной доски: к 1190 году внутри Палаты появились два отделения: Счётная палата (англ. Exchequer of Receipt), занимавшаяся учётом и контролем государственных доходов, и Суд казначейства (англ. Exchequer of Pleas) — высший судебный орган по финансовым и фискальным спорам. В Суде заседали бароны казначейства, тогда как в Счётной палате концентрировалась текущая учётная деятельность, осуществляемая техническими служащими.
Постепенно Палата шахматной доски превратилась в высший орган финансовой администрации Англии. Ей были подотчётны шерифы графств и сборщики налогов, в Палату стекались доходы от санкционируемых парламентом налогов, феодальных платежей, таможенных и судебных сборов. Однако с усилением власти короля, а также вследствие падения эффективности работы Палаты, часть её функций перешли в Дворцовую палату, подчинённую непосредственно монарху. Уже при Эдуарде IV и, особенно, при первых Тюдорах на первый план в финансовой администрации Англии вышел лорд-казначей и возглавляемая им Дворцовая палата, тогда как за Палатой шахматной доски сохранились лишь функции сбора традиционных феодальных доходов и финансирования королевского двора. К концу XVIII века Палата шахматной доски превратилась в архаичный институт и в результате реформ Уильяма Питта потеряла свои полномочия. Окончательно она была упразднена в 1834 году.

## Палата шахматной доски в Нормандии
Первые свидетельства о существовании Палаты шахматной доски (фр. Echiquier) в Нормандии относятся к периоду правления Генриха I. Её развитие шло теми же путями, что и в Англии, благодаря комплексу мероприятий по унификации финансовой администрации по обоим берегам Ла-Манша, осуществлённых Генрихом I и первыми Плантагенетами. Заседания Палаты проводились в особом зале в герцогском дворце в Кане, там же хранилась и казна Нормандии. Председательствовал на заседаниях Палаты сенешаль Нормандского герцогства. В состав членов этого органа входили должностные лица герцогского двора, судьи и технические специалисты. Как и в Англии, учёт и ревизия счетов бальи, прево, виконтов и откупщиков производилась два раза в год: на пасху и Михайлов день. Казначейство как особый орган в Нормандии не сформировался: поступление денежных средств и их хранение осуществлялось непосредственно Палатой. К концу XII века Палата шахматной доски стала высшим финансовым органом Нормандии. Особенностью Нормандии при Плантагенетах стала высокоразвитая и достаточно эффективная административно-фискальная система, по уровню централизации превосходящая все другие регионы Франции и позволяющая королям-герцогам аккумулировать значительные денежные средства. Одним из главных звеньев этой системы служила Палата шахматной доски.
После перехода Нормандии под власть королей Франции Палата шахматной доски как орган финансового управления была сохранена, а принципы её функционирования существенно повлияли на организацию общефранцузской Счётной палаты. По мере усиления централизации, нормандская палата превратилась в выездную сессию парижского парламента и Счётной палаты. В период Столетней войны, когда Нормандия была завоёвана Ланкастерами, был образован постоянно действующий Суд шахматной доски, ставший высшим органом судебной власти герцогства. Фискально-расчётные функции были переданы в Счётную палату Нормандии, заседавшую в Манте. Восстановление французской власти в Нормандии в 1450 году повлекло за собой ликвидацию самостоятельности нормандских финансовых учреждений.

## Палата шахматной доски в Шотландии
В Шотландии возникновение института Палаты шахматной доски относится к последним десятилетиям XII века. Наиболее вероятной датой в настоящее время считается 1182 год, а первым мероприятием палаты — сбор феодальной помощи с населения Шотландии на уплату выкупа за короля Вильгельма Льва, попавшего в английский плен. В XIII—XV веках Палата ещё не представляла собой постоянно действующего органа: её заседания проходили один—два раза в год под председательством канцлера Шотландии. Помимо канцлера в состав членов Палаты входил лорд-камергер, несколько прелатов и придворных короля, а также штат технических служащих. Палата проверяла счета доходов и расходов, представляемых шерифами и бальи графств, городскими прево и чиновниками королевской юстиции, а также лорда-камергера, ответственного за сбор и расходование поступлений в государственную казну. Постоянного местонахождения Палаты не существовало — заседания проводились в Линлитгоу, Арброте, Скуне, Эдинбурге или других городах. Судебные и административные функции шотландской Палаты шахматной доски не были столь развитыми, как в Англии. Казначейство также было отделено от Палаты и находилось в ведении лорда-камергера, с XV века — лорда-казначея. Первые века своего существования Палата выступала как контрольно-ревизионный орган при канцлере.
В 1584 году Палата шахматной доски была реформирована и превратилась в судебный орган по финансовым вопросам, а также по делам королевского домена, однако её заседания продолжали оставаться нерегулярными. В период правления Оливера Кромвеля существовал особый Суд шахматной доски (или Суд казначейства) (англ. Court of Exchequer) (1655—1659), занимающийся рассмотрением дел, связанных с государственными доходами. После образования Великобритании в 1708 году был учреждён Шотландский суд казначейства (англ. Exchequer Court (Scotland)) по образцу аналогичного английского института, который стал высшим судебным органом в таможенных, торговых и налоговых вопросах. В его состав входили лорд главный барон казначейства и четыре барона казначейства. По мере унификации финансового права Великобритании значение Шотландского суда казначейства стало падать. В 1832 году полномочия суда были переданы в Сессионный суд (англ. Court of Session) — высшую судебную инстанцию по гражданским делам Шотландии.